# Frettemolle
Frettemolle est une ancienne commune française située dans le département de la Somme et la région Hauts-de-France. Elle est associée à la commune d'Hescamps depuis 1972.

## Géographie
Le village est délimité au nord-ouest par la ligne de Saint-Roch à Darnétal-Bifurcation.

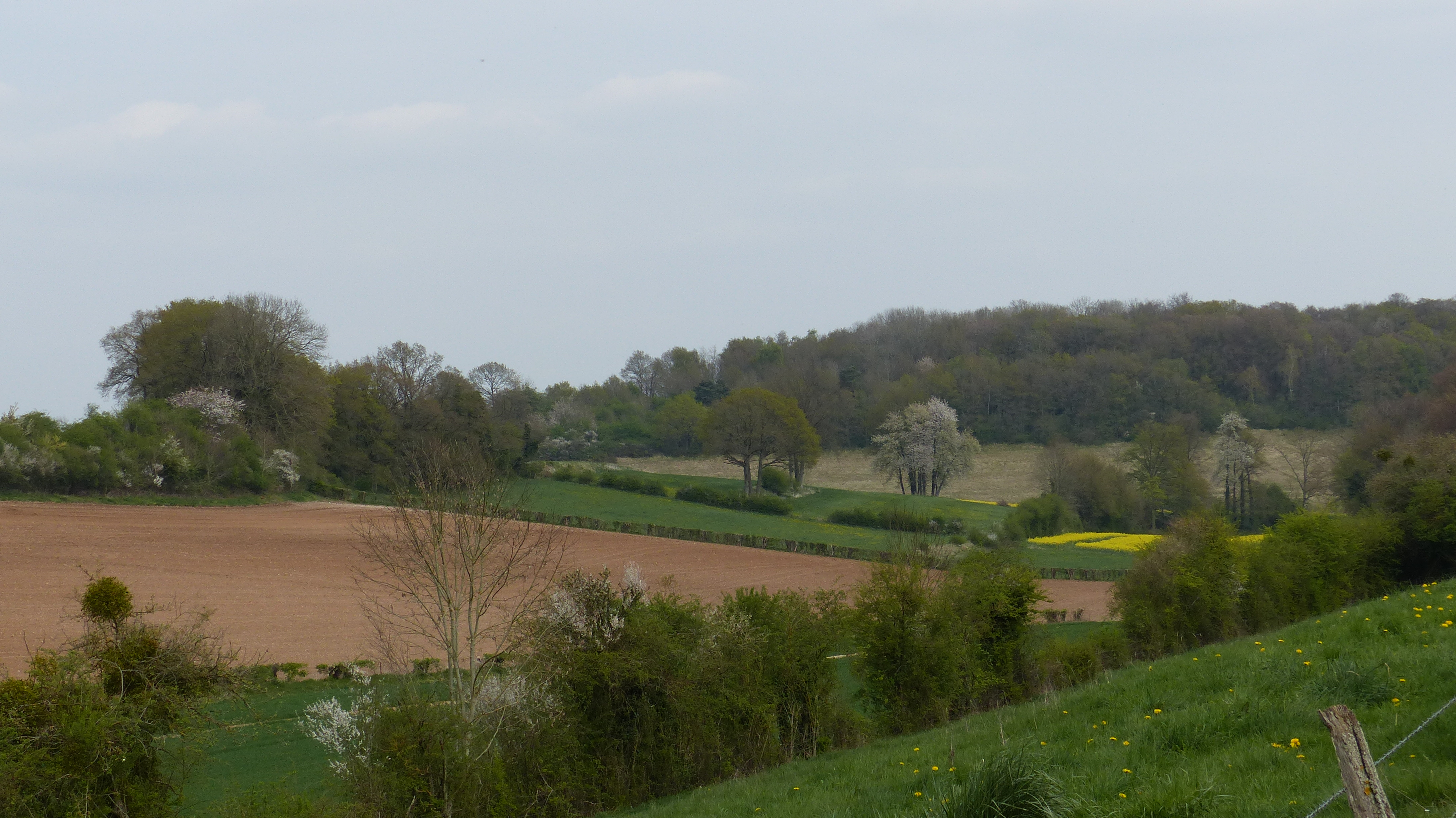
La vallée entre Frettemolle et Brettencourt au printemps.

## Toponymie
Anciennes mentions : Fracta Mola en 1199, Fraytemole en 1301.
Selon Ernest Nègre, le toponyme Frettemolle désigne un moulin abandonné; sachant que la mention latine Fracta Mola signifie « moulin cassé ».

## Histoire
Le 1er novembre 1972, la commune de Frettemolle est rattachée sous le régime de la fusion-association à celle d'Hescamps-Saint-Clair qui devient Hescamps. 

## Politique et administration
Ancien maire de Frettemolle de 1986 à 2001: Guy Polleux.
| Période                                  | Période  | Identité                | Étiquette | Qualité                                      |
| ---------------------------------------- | -------- | ----------------------- | --------- | -------------------------------------------- |
| Les données manquantes sont à compléter. |          |                         |           |                                              |
| avant 2014                               | mai 2020 | Christophe d'Halescourt |           | Exploitant agricole Maire-adjoint d'Hescamps |
| mai 2020                                 | En cours | Chantal Collot          |           | maire délégué                                |

## Démographie
| 1793 | 1800 | 1806 | 1821 | 1831 | 1836 | 1841 | 1846 | 1851 |
| ---- | ---- | ---- | ---- | ---- | ---- | ---- | ---- | ---- |
| 435  | 427  | 462  | 448  | 443  | 428  | 364  | 391  | 392  |

| 1856 | 1861 | 1866 | 1872 | 1876 | 1881 | 1886 | 1891 | 1896 |
| ---- | ---- | ---- | ---- | ---- | ---- | ---- | ---- | ---- |
| 368  | 330  | 488  | 306  | 306  | 290  | 289  | 247  | 268  |

| 1901 | 1906 | 1911 | 1921 | 1926 | 1931 | 1936 | 1946 | 1954 |
| ---- | ---- | ---- | ---- | ---- | ---- | ---- | ---- | ---- |
| 220  | 223  | 218  | 170  | 165  | 178  | 143  | 150  | 165  |

| 1962 | 1968 | - | - | - | - | - | - | - |
| ---- | ---- | - | - | - | - | - | - | - |
| 162  | 149  | - | - | - | - | - | - | - |

## Lieux et monuments
- Église Saint-Martin, construite au XVIe siècle